# Bertus van der Houven
Gijsbert (Bertus) van der Houven (Delft, 21 mei 1883 - Amsterdam, 29 januari 1963) was een Nederlands vakbondsbestuurder en politicus.
Bertus van der Houven was een zoon van ambtenaar Gijsbert van der Houven en Mergje Vendeloo. Hij ging na de lagere school in Delft aan de slag als metaalbewerker, en volgde de openbare avondschool enige jaren. Tussen 1907 en 1914 was hij correspondent bij De Metaalbewerker en De Bondsbanier en maakte vervolgens carrière bij de Algemeene Nederlandsche Metaalbewerkersbond. Eerst was hij bode-bestuurder van de afdeling Amsterdam (1914), tweede secretaris van het hoofdbestuur (1915) en vervolgens was hij bestuurdlid van district Amsterdam (juli-oktober 1916) en Dordrecht (oktober 1916-1920). Van 1918 tot 1920 was hij gemeenteraadslid in Dordrecht, tot hij in 1920 tweede voorzitter van de ANMB werd.
In 1929 werd Van der Houven namens de Sociaal-Democratische Arbeiderspartij in de Tweede Kamer der Staten-Generaal gekozen, waar hij vooral sprak over waterstaat, defensie en onderwijs. Hij was geen opvallend Kamerlid, en zag in 1933 af van een hernieuwde kandidatuur omdat hij prioriteit gaf aan zijn werk als vakbondsbestuurder; hij was nog altijd tweede voorzitter van de ANMB. In 1938 verruilde hij die positie voor de positie als secretaris van de ANMB, wat hij tot zijn internering in 1941 zou blijven en na de Oorlog weer zou oppakken. Hij was na de Februaristaking een maand opgesloten in de strafgevangenis van Amsterdam, en van mei 1942 tot december 1943 opgesloten in Gijzelaarskamp Sint-Michielsgestel.
Na de Tweede Wereldoorlog pakte hij zijn werkzaamheden als bondsbestuurder weer op, en was hij lid van de Ereraad van het Nederlands Verbond van Vakverenigingen. In 1947 ging hij met pensioen, maar werkte nog wel mee aan diverse gedenkboeken van de ANMB.